# Svitramia wurdackiana
Svitramia wurdackiana är en tvåhjärtbladig växtart som beskrevs av R.Romero och Angela Borges Martins. Svitramia wurdackiana ingår i släktet Svitramia och familjen Melastomataceae. Inga underarter finns listade i Catalogue of Life.